# Abdallah al-Thani
Abdallah Al-Thani (arabe : عبد الله الثني), né le 7 janvier 1954 à Kano, est un colonel et homme d'État libyen, Premier ministre du 12 mars 2014 au 13 mars 2021, reconnu internationalement jusqu'au 12 mars 2016, et ministre de la Défense du 5 août 2013 au 24 octobre 2014.

## Biographie
Ministre de la Défense depuis août 2013, Abdallah al-Thani est nommé Premier ministre par intérim après la destitution d'Ali Zeidan par le Congrès général national le 11 mars 2014. Il prête serment le lendemain. Le 8 avril suivant, il est confirmé dans ses fonctions par un vote du Congrès général national et chargé de former un nouveau gouvernement. Le 13 avril, il annonce cependant sa démission à la suite d'une violente attaque contre son domicile et sa famille. Il continue à expédier les affaires courantes jusqu'à la nomination d'un nouveau Premier ministre.
Cependant, son gouvernement refuse de céder le pouvoir à Ahmed Miitig, élu Premier ministre le 4 mai suivant, mais finalement invalidé un mois plus tard. Pendant ce laps de temps, le Parlement est divisé en deux factions, alors que Nouri Bousahmein menace Al-Thani d'emprisonnement pour son refus de quitter le pouvoir.
Le 28 août 2014, il présente de nouveau sa démission. Le 1er septembre 2014, le Parlement le charge de former un nouveau gouvernement. Le 17 septembre suivant, il forme son gouvernement qui est rejeté le lendemain par le Parlement. Le 24 septembre suivant, le Parlement accorde finalement sa confiance à un gouvernement plus restreint, qui prête serment le 28 septembre.
Le 26 mai 2015, il échappe à une tentative d'assassinat. Le 11 août 2015, Thani annonce lors d'une intervention télévisée qu'il va remettre sa démission au Parlement mais le 17 août, il revient sur sa décision.
Des manifestations éclatent à Benghazi le 13 septembre 2020. Alors que le siège du gouvernement est incendié par les manifestants, Thani présente sa démission.